# Maurizio Franzini
Maurizio Franzini (Roma, 7 settembre 1950) è un economista italiano, professore ordinario di Politica Economica presso la Facoltà di Economia della “Sapienza” Università di Roma, membro del Consiglio dell’ISTAT, di cui è stato Presidente facente funzioni tra agosto 2018 e febbraio 2019.
Direttore del Centro Interuniversitario di Ricerca “Ezio Tarantelli” (CIRET) e della rivista online “Menabò di Etica e Economia”, è autore di circa 200 pubblicazioni scientifiche su riviste e presso editori nazionali e internazionali.

## Biografia
Si è laureato in Economia alla Sapienza Università di Roma nel 1973.

### Attività accademica
Ha iniziato la sua carriera accademica nel Dipartimento di Economia Pubblica della Sapienza Università di Roma, dove ha svolto attività di ricerca dal 1981 al 1987.
Successivamente è Professore associato nel Dipartimento di Economia Politica dell’Università della Calabria. Nel 1991 è alla volta dell’Università di Siena, sempre nel Dipartimento di Economia Politica, dove diventa Professore straordinario prima (1996) e ordinario poi (1999) e dove insegna fino al 2001..
Nel 2001 è stato uno dei fondatori del Centro di Ricerca Interuniversitario sullo Stato Sociale (CRISS) tra le Università di Siena, Bocconi di Milano e la Sapienza, nel 2003 viene nominato Direttore, incarico che svolge fino al 2013.
Ha sviluppato nel corso degli anni i suoi interessi di ricerca sulla disuguaglianza e ridistribuzione nei paesi avanzati, istituzioni economiche e benessere, cooperazione e reciprocità e politiche ambientali.
Nel 2001 viene chiamato ad insegnare alla Sapienza, dove è stato Direttore del Dipartimento di Economia e Diritto dal 2008 al 2013. All’interno dello stesso ateneo ha diretto anche la Scuola di Dottorato in Economia dal 2006 al 2018.
Nel 2013 ha fondato il Centro di Ricerca Interuniversitario di Ricerca "Ezio Tarantelli", che dirige dal 2015, al quale partecipano le Università di Salerno, di Bergamo e la Scuola nazionale dell’amministrazione che svolge attività di ricerca negli ambiti nei quali ha dato contributi l’economista assassinato dalla Brigate Rosse nel 1985, ed in particolare su disuguaglianze e istituzioni del mercato del lavoro.

### Altre attività
A partire dal 2005, ha coordinato l'area di Ricerca "Economy and the Environment" della European Association for Evolutionary Political Economy.
Dal 2006 al 2009 ha, inoltre, coordinato il progetto europeo STREP (Small or medium-scale focused research projects) EU  "Inequality: Mechanisms, effects and policies" (FP6).
Co-direttore della Rivista "Meridiana" dal 2003 al 2012, dal 2014 è Direttore della rivista online "Menabò di Etica e Economia".
Dal 2013 è anche Presidente dell'Associazione "Etica e Economia".
Ha fatto parte della Commissione che sovrintende all’espletamento del concorso per l’assegnazione delle borse di studio della Banca d'Italia, intitolate a “Bonaldo Stringher”, per gli anni 2016-17, 2017-18 e 2018-19.
Membro della Società italiana degli economisti, dell’International Economic Association e della European Association for Evolutionary Political Economy.
Ha fatto, inoltre, parte del Gruppo di Lavoro presso il Ministero del Lavoro per la redazione del Piano Nazionale per l’Occupazione 2000.

## Principali pubblicazioni
- M. Franzini e F.R. Pizzuti (a cura di), "Globalization, Institutions and Social Cohesion Copertina rigida", Springer Verlag, Berlino, 2000, ISBN 978-3-540-67741-3.
- M. Basili, M. Franzini e A. Vercelli, "Inequality, environment and collective action", Routledge, Londra, 2006, ISBN 978-0-415-64751-9.
- M. Franzini, "Mercato e politiche per l'ambiente", Carocci, 2007, ISBN 978-8-843-03967-8.
- M. Franzini, "Ricchi e poveri. L'Italia e le disuguaglianze (in)accettabili", Egea-Bocconi Editore, 2010, ISBN 978-8-883-50138-8.
- M. Franzini, L.M. Milone e F.R. Pizzuti, "Politica economica. Temi scelti", Egea Tools, 2014, ISBN 978-8-875-34122-0.
- M. Franzini, "Disuguaglianze inaccettabili", Laterza, 2013, ISBN 978-8-858-10754-6.
- M. Franzini, E. Granaglia e M. Raitano, "Dobbiamo preoccuparci dei ricchi? Le disuguaglianze estreme nel capitalismo contemporaneo", Il Mulino, 2014, ISBN 978-8-815-25167-1.
- M. Franzini, E. Granaglia e M. Raitano, "Extreme Inequalities in Contemporary Capitalism: Should We Be Concerned About the Rich?", Springer, 2014, ISBN 978-3-319-80432-3.
- M. Franzini, M. Pianta, "Disuguaglianze. Quante sono, come combatterle", Laterza, 2016, ISBN 978-8-858-12546-5.
- M. Franzini e M. Pianta, "Explaining inequality", Routledge, 2016, ISBN 978-0-415-70348-2.
- M. Franzini, "Contro la disuguaglianza. Un manifesto", Laterza, 2018, ISBN 978-8-858-13324-8.
- M. Franzini e M. Raitano, "Il mercato rende diseguali? La distribuzione dei redditi in Italia", Il Mulino, 2018, ISBN 978-8-815-27922-4.